# Nærøyfjord
Nærøyfjord (norveški: Nærøyfjorden = "uski fjord") je fjord u općini Aurland u županiji Sogn og Fjordane, sjeverna Norveška. On je zapravo 18 km dug rukavac fjorda Sognefjord, a ime je dobio po rijeci Nærøydalselvi koja prolazi dolinom Nærøydalen i kod sela Gudvangen se ulijeva u fjord. 
Uz njegovu zapadnu obalu nalazi se slikovito selo Bakka sa znamenitom drvenom crkvom. Ime je dobio zbog toga što njegova širina ne prelazi 500 m, a udaljenost između vrhova Bakkanosa (1398 m) i Vindegga (1295 m), na suprotnim stranama fjorda, je samo 3 km.
Nærøyfjord, zajedno s Geirangerfjordom čini izniman krajolik strmih kristalnih stijena koje se uzdižu oko 1400 metara iznad površine mora (Steganosi u Nærøyfjordu ima visinu 1761 m), te imaju dubinu do 500 metara. Njihov krajolik ima nekoliko prirodnih fenomena kao što su slapovi, podmorske morene i morski sisari. Zbog toga su ovi fjordovi upisani na popis mjesta svjetske baštine u Europi 2005. godine.
- Bakkanosi iznad Bakka
- Crkva u Bakki
- Selo Tufto
- Slap Lægdafossen

## Vanjske poveznice
- Turističke informacije  Arhivirana inačica izvorne stranice od 6. travnja 2016. (Wayback Machine) (engl.)

### Ostali projekti
|  | Zajednički poslužitelj ima još gradiva o temi Nærøyfjord |